# Acrotrichis rugulosa
Acrotrichis rugulosa är en skalbaggsart som beskrevs av Rosskothen 1935. Acrotrichis rugulosa ingår i släktet Acrotrichis, och familjen fjädervingar. Arten är reproducerande i Sverige.